# Saint-Pierre-d'Exideuil
Saint-Pierre-d'Exideuil is een gemeente in het Franse departement Vienne (regio Nouvelle-Aquitaine) en telt 796 inwoners (1999). De plaats maakt deel uit van het arrondissement Montmorillon.

## Geografie
De oppervlakte van Saint-Pierre-d'Exideuil bedraagt 19,2 km², de bevolkingsdichtheid is 41,5 inwoners per km².
De onderstaande kaart toont de ligging van Saint-Pierre-d'Exideuil met de belangrijkste infrastructuur en aangrenzende gemeenten.

## Demografie
Onderstaande figuur toont het verloop van het inwonertal (bron: INSEE-tellingen).
1. ↑  Populations de référence 2022.